# Dendroides canadensis
Dendroides canadensis is een keversoort uit de familie vuurkevers (Pyrochroidae). De wetenschappelijke naam van de soort is voor het eerst geldig gepubliceerd in 1810 door Latreille.